# Гармсторф
Гармсторф (нім. Harmstorf) — громада в Німеччині, розташована в землі Нижня Саксонія. Входить до складу району Гарбург. Складова частина об'єднання громад Єстебург.
Площа — 5,97 км2. Населення становить 825 ос. (станом на 31 грудня 2021).